# Episodi di Merlí (terza stagione)
La terza ed ultima stagione di Merlí, composta da 14 episodi, è stata trasmessa in Spagna sull'emittente TV3 dal 18 settembre 2017 al 15 gennaio 2018.
La serie è ancora inedita in Italia.
| Numero | Titolo originale               | Titolo italiano | Prima TV Spagna   | Prima Italia |
| ------ | ------------------------------ | --------------- | ----------------- | ------------ |
| 1      | Walter Benjamin                |                 | 18 settembre 2017 | Inedito      |
| 2      | Adam Smith                     |                 | 25 settembre 2017 | Inedito      |
| 3      | Albert Camus                   |                 | 2 ottobre 2017    | Inedito      |
| 4      | Karl Marx                      |                 | 9 ottobre 2017    | Inedito      |
| 5      | Hannah Arendt                  |                 | 23 ottobre 2017   | Inedito      |
| 6      | Kierkegaard                    |                 | 30 ottobre 2017   | Inedito      |
| 7      | Thoreau                        |                 | 6 novembre 2017   | Inedito      |
| 8      | Plotí                          |                 | 13 novembre 2017  | Inedito      |
| 9      | Zygmunt Bauman                 |                 | 20 novembre 2017  | Inedito      |
| 10     | Heidegger                      |                 | 27 novembre 2017  | Inedito      |
| 11     | Hegel                          |                 | 4 dicembre 2017   | Inedito      |
| 12     | Sant Agustí                    |                 | 11 dicembre 2017  | Inedito      |
| 13     | Els peripatètics del segle XXI |                 | 8 gennaio 2018    | Inedito      |
| 14     | Merlí Bergeron                 |                 | 15 gennaio 2018   | Inedito      |